# White Sands Space Harbor
Der White Sands Space Harbor (WSSH) ist ein ehemaliger NASA-Standort, der früher als Landebahn für Space Shuttles, als Testgelände für die Raketenforschung und als primäres Trainingsgelände der NASA für Space-Shuttle-Piloten diente, die hier Anflüge und Landungen mit dem Shuttle-Trainingsflugzeug (Shuttle Training Aircraft) und dem Flugzeug T-38 Talon übten. Mit seinen Start- und Landebahnen, Navigationshilfen, Landebahnbeleuchtungen und Kontrolleinrichtungen diente er auch als Ersatzlandeplatz für Shuttles. WSSH ist Teil der White Sands Test Facility und liegt etwa 50 Kilometer westlich von Alamogordo, New Mexico, innerhalb der Grenzen der White Sands Missile Range.

## Start- und Landebahneinrichtungen
Die US Army legte den Flugplatz Northrup Strip um 1948 mit einer einzigen Start- und Landebahn 17/35 an. Nachdem die NASA Anfang 1976 den Standort für die Ausbildung von Shuttle-Piloten ausgewählt hatte, wurde die Bahn von 10.000 ft (ca. 3.000 m) auf 15.000 ft (ca. 4.600 m) verlängert. Der erste Testflug mit dem Shuttle Training Aircraft erfolgte am 13. August 1976. Danach wurde eine zweite Start- und Landebahn 23/05 hinzugefügt, die die ursprüngliche Nord-Süd-Landebahn kreuzte. 1979 wurden beide Landebahnen auf 35.000 ft (ca. 10.700 m) verlängert, einschließlich einer 15.000 ft (ca. 4.600 m) langen nutzbaren Start- und Landebahn mit 10.000 ft (ca. 3.000 m) langen Verlängerungen an beiden Enden, damit White Sands Space Harbor als Ersatzlandeplatz für Shuttles dienen konnte.
Die erste und einzige Landung eines Space Shuttle erfolgte am 30. März 1982 am Ende der Mission STS-3. Erst danach erhielt der Standort den Namen White Sands Space Harbor.
Eine dritte Bahn 20/02 wurde 1989 angelegt. Sie ist mit 19.800 ft (ca. 6.000 m) kürzer und mit 200 ft (ca. 60 m) schmaler als die beiden anderen Bahnen und diente den Shuttle-Piloten dazu, TAL-Landungen zu trainieren. Solche Landungen wären bei Problemen in der Startphase des Shuttles notwendig gewesen, wenn eine Rückkehr zum Startplatz oder zu einem anderen Ort der amerikanischen Ostküste unmöglich gewesen wäre. In diesem Fall hätte eine Landung in Europa oder Afrika erfolgen müssen (Transoceanic Abort Landing).
Im Dezember 2006 wurde der Space Harbor aufgrund der schlechten Wetterbedingungen auf der Edwards Air Force Base (starke Seitenwinde) und dem Kennedy Space Center (Wolken und Regen) als Ersatzlandeplatz für STS-116 aktiviert, aber kurzfristig konnte das Shuttle doch wie geplant auf dem KSC landen.
Nachdem das Shuttle-Programm am 31. Juli 2011 geendet hatte, gab die NASA den WSSH an die US Army und damit an das White Sands Missile Range zurück.

## Nutzung für den Starliner
Der Starliner Calypso von Boeing kehrte am 22. Dezember 2019 um 12:57 UTC von einem 49-stündigen orbitalen Testflug Boe-OFT auf der Landebahn 17/35 zurück. Dies war erst das zweite Mal, dass ein Orbitalfahrzeug in White Sands zur Erde zurückgekehrt ist.

## Startanlage für den Delta Clipper
Weitere Einrichtungen wurden für die einstufige wiederverwendbare Rakete Delta Clipper erstellt. Zwischen August 1993 und Juli 1996 führten McDonnell Douglas Astronautics und die NASA hier zwölf Testflüge durch. Die ersten acht Flüge erfolgten mit dem Typ DC-X, danach wurde die Rakete zur DC-XA umgebaut. Bei einer Bruchlandung am 31. Juli 1996 wurde die Rakete zerstört.